# Никольское (Бессоновский район)
Никольское — деревня в Бессоновском районе Пензенской области России. Входит в состав Сосновского сельсовета.

## География
Деревня находится в центральной части Пензенской области, в пределах западных склонов Приволжской возвышенности, в лесостепной зоне, на берегах реки Осны, к востоку от реки Вяди, на расстоянии примерно 17 километров (по прямой) к востоку от села Бессоновки, административного центра района. Абсолютная высота — 187 метров над уровнем моря.
Климат
Климат характеризуется как умеренно континентальный, с жарким летом и холодной продолжительной зимой. Средняя температура воздуха самого холодного месяца (января) составляет −12 °C; самого тёплого месяца (июля) — 20 °C. Годовое количество атмосферных осадков составляет около 500 мм. Снежный покров держится в среднем в течение 148 дней в году.

## История
Основана в первой половине XIX века. По сведениям 1864 года в деревне действовала суконная фабрика.
По состоянию на 1912 год входила в состав Лопуховской волости (2-го стана) Городищенского уезда. Имелись 139 дворов, водяная мельница, шерсточесалка, кузница и лавка.
Согласно данным на 1930 год деревня входила в состав Лопуховского сельсовета Пензенского района. Числилось 123 хозяйства. В 1955 году — в составе Мертовщинского сельсовета.

## Население
| 2010 |
| ---- |
| 194  |

Половой состав
По данным Всероссийской переписи населения 2010 года в гендерной структуре населения мужчины составляли 50 %, женщины — соответственно также 50 %.
Национальный состав
Согласно результатам переписи 2002 года, в национальной структуре населения русские составляли 96 % из 183 чел.

## Улицы
Уличная сеть деревни состоит из двух улиц:
- ул. Мещеровка
- ул. Центральная